# Reynvaania gallicola
Reynvaania gallicola är en insektsart som beskrevs av Reyne 1954. Reynvaania gallicola ingår i släktet Reynvaania och familjen eksköldlöss. Inga underarter finns listade i Catalogue of Life.